# الرؤية (صحيفة إماراتية)
الرؤية هي صحيفة عربية يومية مقرها مدينة دبي للإعلام بالإمارات العربية المتحدة. تأسست وأطلقت في 2 ديسمبر 2012. تعنى بالشباب والمجتمع، وتغطي مختلف الموضوعات والقضايا. تطلقها الشركة العالمية للاستثمارات الإعلامية في العاصمة أبوظبي. تعتبر من صحف رائدة الإماراتية في التحول الرقمي، من خلال تقديم «مجموعة كبيرة من الخدمات الذكية التي تعتمد على الذكاء الاصطناعي وإنترنت الأشياء والأتمتة الذكية، كما تركز من خلال فريق عملها المتخصص والاحترافي على اهتمامات وواقع المتلقي.» تسعى إلى الابتكار والتجديد في الصحافة الورقية والرقمية.
و قد تم دمج صحيفة الرؤية مع منصة سي إن إن الاقتصادية الجديدة في الأول من يناير 2023  هي المنصة التابعة لـ CNN الدولية لتكن منصة متخصصة في أخبار اقتصاد  الأعمال باللغة العربية.

## كتابها
من الذين كتبوا فيها:
- مريم صقر القاسمي، كتبت فيها عمودًا سنة 2019.[6]

## وصلات خارجية
- موقعها